# Wolfgang Krull
Pour les articles homonymes, voir Krull.
Wolfgang Krull (1899-1971) est un mathématicien allemand spécialiste de l'algèbre commutative.
Ont été nommés en son honneur :
- le théorème de Krull (théorème de l'idéal maximal)
- les valuations de Krull
- les anneaux de Krull (en)
- le théorème d'intersection de Krull (l'intersection des puissances d'un idéal dans un anneau noethérien)
- la dimension de Krull
- le théorème des idéaux principaux de Krull (en allemand : Hauptidealsatz) (la hauteur d'un idéal monogène dans un anneau noethérien)
- la topologie de Krull
- le théorème de Krull-Schmidt
- le théorème de Krull-Akizuki